# 100-я смешанная авиационная бригада
100-я смешанная авиационная бригада (100-я сабр) — воинское соединение Военно-воздушных сил в РККА Вооружённых Сил Союза Советских Социалистических Республик.

## История
1939 год
Апрель
Бригада входила в состав 57-го особого корпуса (далее 57-й ок) и имела в своём составе основные воинские части:
- 70-й истребительный авиаполк, вооружённый 38-ю самолётами истребителями.
- 150-й бомбардировочный авиаполк, вооружённый 29-ю самолётами скоростными бомбардировщиками СБ.

Бригада испытывала некоторые трудности в боевой подготовке лётчиков, в поддержании в исправном состоянии самолётов, до половины истребителей были неисправными, а новые самолёты-бомбардировщики СБ только осваивались лётчиками и техниками.
К маю японская авиация располагалась на хорошо оборудованных аэродромах в районах города Хайлара. Она насчитывала 25-30 истребителей и до 40 разведчиков и бомбардировщиков. Лётный состав японской авиации имел опыт боевых действий в Китае. Во время подготовки к нападению на МНР штаб японской Квантунской армии организовал ряд авиационных учений, произвёл рекогносцировку площадок для полевых аэродромов в районе будущих военных действий, составил специальные авиационные карты.
22 мая лётчики 70-го истребительного авиационного полка (далее 70-й иап) провели один воздушный бой с японской авиацией над горой Хамар — Даба. Приблизительно в 12.00 пять советских лётчиков на истребителях И-15 бис и И-16 встретились с пятью японскими истребителями И-96, нарушившими монгольскую границу. Лётчик Лысенко был сбит. Японцы потерь не имели.
22-23 мая 1939 года эскадрильи 22-го истребительного авиационного полка (далее 22-й иап), командир полка Николай Георгиевич Глазыкин, военный комиссар полка В. Н. Калачёв, из 23-й смешанной авиабригады Забайкальского военного округа перелетели на степной аэродром близ г. Тамцак — Булак. (в н.п. Баин-Тумен.) Через 3 дня автотранспортом прибыл и наземный состав. На вооружении полк имел 63 истребителя И-15бис и И-16 первых выпусков. Боевая выучка полка считалась удовлетворительной. В эскадрильях было много прекрасных лётчиков, в совершенстве владевших техникой пилотирования, мастеров меткого огня. Среди них командиры эскадрилий старшие лейтенанты А. И. Балашев и В. Ф. Чистяков, лётчики В. Ф. Скобарихин, В. П. Трубаченко, Н. В. Гринёв, И. И. Красноюрченко, А. П. Пьянков, А. Д. Якименко и другие.
Затем в МНР прилетел 38-й скоростной бомбардировочный полк, насчитывавший 59 самолётов СБ.
27 мая лётчики 22-го иап провели первый бой. Утром по тревоге на перехват японских истребителей вылетела группа советских истребителей. 6 советских истребителей встретились с 9 японскими истребителями И-96. В воздушном бою лётчики старший лейтенант Н. С. Черенков и младший лейтенант В. Г. Паксютов были сбиты, а капитан А. И. Савченко, пытавшийся произвести посадку на повреждённом самолёте, разбился вблизи своего аэродрома. В самолёте лейтенанта А. П. Пьянкова отказал мотор, и лётчик сделал вынужденную посадку в степи. Японцы потерь не имели.
В мае командир 57-го ок комдив Н. В. Фекленко доложил вышестоящему командованию о том, что удержание плацдарма на восточном берегу Халхин-Гола возможно будет только ценой больших потерь от японской авиации.
К 28 мая на границе японское командование сосредоточило для нового наступления значительные силы: части 64-го японского пп (без двух батальонов) и разведывательный отряд 23-й японской пд, 8-й баргутский кп. Сводный отряд имел 1680 офицеров и солдат разных родов войск, 900 кавалеристов, 75 пулемётов, 18 орудий, до 8 бронемашин, 1 танк.
Советско-монгольские войска к 28 мая заняли оборону на правом восточном берегу реки, в 2 — 5 км от линии границы, которая простиралась по фронту до 20 км по обе стороны от реки Хайластын-Гол. В их составе было 668 командиров, красноармейцев и цириков разных родов войск, 260 кавалеристов, 58 пулемётов, 20 орудий и 39 бронемашин. Советско-монгольские войска почти в 6 раз имели больше бронемашин, по артиллерийским орудиям имели незначительное превосходство, но уступали противнику в людях почти в 3 раза, по пулемётам — в 1,3 раза. Состав: Советская Оперативная группа в составе стрелково-пулемётного батальона, сапёрной роты и батареи 76-мм орудий 11-й лтбр и монгольские войска в составе 6-й кавалерийской дивизии и дивизиона бронемашин.
На рассвете 28 мая японские двухмоторные бомбардировщики с истребителями прикрытия атаковали единственную советскую переправу через р. Халхин-Гол. Строительство моста только что было закончено отдельной сапёрной ротой 11-й легкотанковой бригады. Группа отбомбила плохо. В мост не было ни одного попадания. Не пострадали и сапёры. Были повреждены только две автомашины. Почти одновременно другая группа самолётов бомбила тылы советско-монгольских войск, расположенных на левом западном берегу р. Халхин-Гол. Как только самолёты, развернулись и взяли обратный курс, на северо-востоке началась артиллерийская подготовка и началось наступление. Главный удар японцы наносили своим правым флангом по левому флангу обороны советско-монгольских войск. Здесь действовала группа в составе разведывательного отряда 23-й пд под командованием подполковника Адзума и моторизованной роты под командованием капитана Ковано. Группа имела задачу обойти левый фланг советско-монгольских войск, выйти в их тыл, захватить единственную переправу и отрезать путь для отхода. Почти одновременно на правом фланге обороны советско-монгольских войск перешёл в наступление 8-й баргутский кп, который имел задачу замкнуть кольцо окружения с юга.
28 мая в 22-м иап к вылету готовили 20 самолётов, но в 7.15 по боевой тревоге смогло подняться в воздух только одно звено И-15бис в составе командира эскадрильи старшего лейтенанта Г. К. Иванченко, адъютанта эскадрильи старшего лейтенанта Е. П. Вознесенского и флаг-штурмана эскадрильи лейтенанта П. В. Чекмарева. Никто из них не вернулся с боевого задания.
28 мая в 22-м иап в 9.15 для прикрытия советско-монгольских частей, ведущих бой на восточном берегу р. Халхин — Гол, поднялась группа во главе с помощником командира полка майором П. А. Мягковым. В районе переправы через реку 9 советских истребителей И-16 встретились с 18 японскими истребителями И-96. В воздушном бою японцы сбили 6 советских самолётов, а ещё один сожгли, после того как пилот, потерявший ориентировку, сделал посадку в степи. Погибли замечательные лётчики майор П. А. Мягков, лейтенанты В. А. Бакаев, В. П. Константинов, А. Я. Кулешов, А. В. Лимасов, И. Ф. Пустовой. Японцы потерь не имели.(лимасов не погиб..погиб 26.07.1941)
На земле японцам быстро выполнить свой замысел не удалось. Группа под командованием подполковника Адзума, двигавшаяся по восточному берегу р. Халхин-Гол, попала под артиллерийский огонь артиллерийского дивизиона 6-й монгольской кд. Японцы продолжали рваться к переправе, неся потери. Разумную инициативу проявил командир советской батареи 76-мм пушек 11-й лтбр старший лейтенант Ю. Б. Бахтин, он переправил орудия на восточный берег и с открытой огневой позиции открыл огонь прямой наводкой по врагу. Японцы пришли в замешательство и приостановили движение. Этим воспользовались советские командиры, в контратаку перешли отдельная сапёрная рота и 1-я рота стрелково-пулемётного батальона 11-й лтбр. При поддержке артиллерии они не только остановили противника, но и почти полностью уничтожили его.
29 мая утром с Центрального московского аэродрома на трёх пассажирских самолётах группа вылетела в Монголию. Старшим был назначен заместитель командующего военно-воздушными силами РККА Герой Советского Союза комкор Я. В. Смушкевич. В группе было … опытных советских лётчиков, имевших опыт воздушных боёв в Испании и Китае. Из них 17 Героев Советского Союза.
Из штаба корпуса в г. Тамцаг-Булаке лётчики группы комкора Смушкевича разъехались по аэродромам в воинские части, в том числе и полки 100-й авиабригады. Они личным примером учили не обстрелянных в боях лётчиков и превращали их в воздушных бойцов. Внушали им необходимость драться компактной группой, в тесном взаимодействии, основываясь на взаимной выручке.
Командир полка Н. Г. Глазыкин и комиссар В. Н. Калачёв 22-го иап проанализировали сложившуюся ситуацию в полку. Японские лётчики, получившие большой опыт войны в Китае, превосходили советских лётчиков. Это обстоятельство явилось одной из причин гибели лётчиков в воздушных боях. Требовала пересмотра организации боя: при встрече с противником строй группы самолётов и эскадрильи распадался, лётчики вели бой разрозненно. Радиостанций на советских самолётах не было, поэтому строй управлялся сигналами командира только до встречи с противником, а затем боем никто не управлял, на всех японских самолётах стояли приёмники, а на командирских и радиопередатчики. Взлёт одиночными самолётами требовал много времени на сбор эскадрильи и полка в воздухе и не обеспечивал быстрый перехват самолётов противника в воздухе. Требовали улучшения системы наблюдения, оповещения и связи. Советский истребитель И-15бис значительно уступал в скорости японскому истребителю И-96 и не имел бронеспинки лётчика. Плохое знание лётчиками района боевых действий приводило к тому, что некоторые из них теряли ориентировку и приземлялись в степи или на соседних аэродромах. О проведённом анализе и своих предложениях командир и комиссар доложили командованию 57-го особого корпуса.
28 и 29 мая бои на р. Халхин-Гол показали полное превосходство японской авиации над советской, поэтому руководители партии и советского правительства немедленно приступили к укреплению авиации.
Командование корпуса, начальник авиации корпуса и командир бригады организовали строительство новых аэродромов и полевых посадочных площадок. Большинство из них располагалось значительно ближе к месту боевых действий, чем раньше. За счёт своих внутренних резервов была организована чёткая служба воздушного наблюдения, оповещения и связи для обнаружения самолётов противника на всей территории района боевых действий.
5 июня 1939 г. командованием Красной Армии была создана Фронтовая (Читинская) группа войск под командованием командарма 2 ранга Г. М. Штерна. В состав группы вошли 1-я и 2-я Отдельные Краснознамённые армии, войска Забайкальского военного округа и 57-й особый корпус.
В июне восточнее р. Халхин-Гол в монгольском небе почти каждый день завязывались воздушные схватки, а на земле царило относительное спокойствие. До 20 июня лётчики почти не вели боевых действий. Совершались редкие разведывательные полёты.
22 июня во второй половине 95 советских истребителей почти одновременно в трёх местах завязали бой со 120 японскими истребителями. В этих боях впервые противник применил свой новый истребитель И-97. Ожидавшие лёгкой победы японцы шли в бой напористо. Однако, встретив умелый отпор, несколько растерялись. Около двух десятков сбитых самолётов вынудили противника выходить из боя. Теперь советские лётчики преследовали японцев. Японская авиация потеряла в этот день более 30 самолётов. Советская авиация — 14 истребителей и 11 лётчиков. В этом же бою погиб командир 22-го истребительного полка майор Н. Г. Глазыкин.
Это была первая победа советской авиации над японской авиацией на р. Халхин-Гол.
К 15 июля 57-й особый стрелковый корпус был развёрнут в 1-ю армейскую группу.
19 июня приказом наркома обороны СССР № 0029 57-й Особый корпус переименован в 1-ю армейскую группу.
24 июня была ещё одна победа — в двух воздушных боях советские истребители сбили от 2 до 16 японских самолётов, потеряв на этот раз всего два истребители И-15бис.
26 июня во второй половине дня над Хамар-Дабой разгорелся ожесточённый воздушный бой. В нём было сбито 10 японских истребителей и три советских. Особенно отличился Герой Советского Союза майор С. И. Грицевец. Он посадил свой одноместный истребитель на маньчжурской территории и вывез оттуда командира 70-го истребительного полка майора В. М. Забалуева, выскочившего с парашютом из горящего самолёта.
27 июня рано утром на аэродромы 22-го иап в районе н.п. Тамцаг-Булак совершили налёт 23 бомбардировщика и около 70 истребителей противника. Полк с большими усилиями смог отразить нападение. Потери полка — три истребителя и два лётчика.
27 июня рано утром на аэродромы 70-го иап совершили налёт около 70 истребителей противника. Но здесь противник застал полк врасплох, так как диверсанты перерезали телефонные провода от постов наблюдения. Лётчики взлетали под огнём японских самолётов и вступали в бой, не набрав достаточной высоты. Было сбито 14 советских самолётов и два сожжены на земле. Противник потерь не имел.
Это был последний успех японской авиации. В июле инициатива и превосходство в воздухе прочно перешли к советской авиации.
К 31 августа территория Монгольской Народной Республики была полностью очищена от войск японской Квантунской армией.
15 сентября 1939 года было подписано соглашение между Советским Союзом, МНР и Японией о прекращении военных действий в районе реки Халхин-Гол.

## Полное название
100-я смешанная авиационная бригада

## Командование
Командир бригады — Шевченко Владимир Илларионович.

## Другие командиры
- Командир отряда 150-го бомбардировочного авиационного полка Михаил Фёдорович Бурмистров (1933 — ..).[12]
- Помощник командира 150-го бап Михаил Фёдорович Бурмистров (в период с 1933 по 15.11.1938).[12]
- Командир 150-го бап майор Михаил Фёдорович Бурмистров (15.11.1938 — 25.08.1939, погиб в воздушном бою).[13],[12]
  - Участник боёв в районе реки Халхин-Гол (Монголия) с 11 мая 1939 года 22 раза водил полк на боевые задания. 25 августа 1939 года он погиб в воздушном бою. 29 августа 1939 года награждён орденом Красного Знамени (посмертно). 17 ноября 1939 года за бесстрашие в воздушных схватках и умелое командование полком по уничтожению живой силы, техники и укреплений противника майору Бурмистрову Михаилу Фёдоровичу посмертно присвоено звание Героя Советского Союза. 17 ноября 1939 года награждён орденом Ленина (посмертно).
- Командир эскадрильи 70-го истребительного авиационного полка старший лейтенант Нога Митрофан Петрович.[14]
  - С 11 мая по 16 сентября 1939 года участвовал в боях на р. Халхин — Гол. Совершил 109 боевых вылетов, в 22 воздушных боях сбил лично 9 истребителей и 2 бомбардировщика в группе. Награждён орденом Красного Знамени (29.08.1939) и монгольским орденом «За воинскую доблесть» (10.08.1939).
- Полбин Иван Семёнович, командир эскадрильи 150-го сбап. (июль-октябрь 1939)[15]
- Полбин Иван Семёнович командир 150-го сбап. (октябрь 1939 — …)[15]
  - С июля 1939 года — командир эскадрильи 150-го скоростного бомбардировочного авиационного полка в 100-й авиабригаде 57-го особого корпуса РККА на территории Монголии. В этой должности участвовал в боях с японскими милитаристами в районе реки Халхин-Гол (Монголия), награждён орденом Ленина. С октября 1939 года командовал этим полком (Чита).
- Глазыкин Н. Г., командир 22-го скоростного бомбардировочного полка, майор. (в МНР с 22 мая 1939; погиб в воздушном бою 22 июня 1939,[1]).

## Состав
На май-июль 1939:
- Управление бригады. Дислоцировалось в МНР.
- 70-й истребительный авиационный полк (38 И-16, И-15 бис).[1]
- 150-й бомбардировочный авиационный полк (29 самолётов скоростных бомбардировщиков СБ).[1]
- 22-й истребительный авиационный полк (63 И-15 и И-16; с 22 мая 1939 в МНР).[1]
- 38-й скоростной бомбардировочный полк. (59 самолётов скоростных бомбардировщиков СБ; в МНР с двадцатых чисел мая 1939).[1]
- 56-й истребительный авиационный полк (с 21 июля 1939 в МНР)[1].
- подразделения и части обеспечения.